# 西宮市議会
西宮市議会（にしのみやしぎかい）は、兵庫県西宮市に設置されている地方議会である。

## 概要
- 定数：41人
- 任期：2023年5月1日 - 2027年4月30日[1]
- 選挙区：市全体を1選挙区とする大選挙区制（単記非移譲式）
- 議長：山田ますと（公明党）
- 副議長：菅野雅一（会派・ぜんしん）

## 会派
| 会派名                   | 議員数 | 党派                      | 議員名（◎は幹事長）                                                                                     |
| ------------------------ | ------ | ------------------------- | --- |
| 日本維新の会 西宮市議団  | 8      | 日本維新の会              | ◎多田裕、ありめこうへい、今泉ゆうた、江良健太郎、浜口ひとし、前島のぶなが、前田しゅうじ、渡辺けんじろう |
| 公明党議員団             | 7      | 公明党                    | ◎松山かつのり、大川原成彦、大原智、しげひさ大学、松田しげる、山口まゆみ、山田ますと                     |
| 会派・ぜんしん           | 7      | 無所属                    | ◎澁谷祐介、おおさこ純司郎、菅野雅一、草加智清、たかのしん、八木米太朗、 牧みゆき                        |
| 市民クラブ               | 6      | 立憲民主党3人 無所属3人   | ◎花岡ゆたか、おくの尚美、河崎はじめ、田中あきよ、中尾孝夫、宮本けいこ                                   |
| 啓誠会                   | 5      | 自由民主党3人 無所属2人   | ◎坂本龍佑、川村よしと、坂上明、田中正剛、松本たかゆき                                                   |
| 日本共産党西宮市会議員団 | 3      | 日本共産党                | ◎野口あけみ、庄本けんじ、三好さつき                                                                     |
| あなたの声を市政に!      | 3      | 無所属2人 れいわ新選組1人 | よつや薫、佐野ひろみ、村上ひろし                                                                        |
| 無所属                   | 2      | 無所属2人                 | 一色風子、森けんと                                                                                      |
| 計                       | 41     |                           | |

（2024年8月15日現在）

## 議員報酬等
| 役職   | 議員報酬        | 政務活動費  |
| ------ | --------------- | ----------- |
| 議長   | 月額 82万7000円 | 月額 12万円 |
| 副議長 | 月額 74万8000円 | 月額 12万円 |
| 議員   | 月額 68万7000円 | 月額 12万円 |

- 別途、年2回期末手当あり
- 政務活動費の残金は市に返還する義務がある
- 議員年金は2011年（平成23年）6月1日で廃止されている